# Nefele (widziadło)
Nefele (Chmura; gr. Νεφέλη Nephélē, łac. Nebula, Nubes ‘obłok’, ‘mgła’, ‘chmura’) – w mitologii greckiej widziadło bogini Hery, kochanka Iksjona.
Została stworzona przez boga Zeusa na podobieństwo jego żony, bogini Hery, aby okłamać żądzę Iksjona. Z Iksjonem, który ją uwiódł, spłodziła dzikich centaurów lub ich przodka Kentaurosa.